# 出野勉
出野 勉（いでの つとむ、1952年10月23日 - ）は、日本の元地方公務員、元会社役員。
静岡県職員、富士山静岡空港代表取締役社長、静岡県副知事を務めた。

## 人物・経歴
静岡県・静岡市生まれ。福島県立福島高等学校を経て、1975年新潟大学人文学部法律学科卒業、静岡県入庁、民生部老人福祉課配属。静岡県企画部秘書室長、静岡県知事公室長、静岡県厚生部理事（ファルマバレー担当）、静岡県観光局長、静岡県文化・観光部長、静岡県知事戦略監兼企画広報部長等を経て、2013年退職。同年富士山静岡空港代表取締役社長。2018年富士山静岡空港参与（常勤）。2019年焼津市教育委員会教育委員。2020年任期満了に伴い退任した吉林章仁の後任として、静岡県副知事に就任。2024年4月18日、副知事として4年間の任期を終えた。